# Dispuut over het Heilige Sacrament
Het Dispuut over het Heilige Sacrament (Italiaans: La disputa del sacramento), of La Disputa, is een fresco van de Italiaanse renaissancekunstschilder Rafaël. Het is 500 × 770 cm groot.
Het is geschilderd tussen 1509 en 1510 en is een van de fresco's van de Stanza della Segnatura in het Apostolisch Paleis in Vaticaanstad voor de appartementen van paus Julius II. Het is de tegenhanger van de School van Athene dat de rationele waarheid voorstelt. De afbeelding van dit fresco geeft juist de bovennatuurlijke waarheid weer. Het fresco bestaat uit twee niveaus, de hemel en de aarde. Op beide niveaus wordt een discussie gevoerd over het Heilige Sacrament of de eucharistie.
Helemaal bovenin is God, met de wereld in zijn hand, te zien. Onder hem zit Jezus, omringd door Maria en Johannes de Doper. De witte duif symboliseert de Heilige Geest. Ook aanwezig op de wolk zijn de apostelen, evangelisten en martelaren. Op het aardse niveau staan de heiligen en afgevaardigden van de kerk zoals paus Julius II, paus Sixtus IV, Savonarola en Dante Alighieri, die discussiëren over de transsubstantiatie.
De discussie tussen de personages is duidelijk zichtbaar, op aarde staan de mensen in groepjes en ze buigen naar elkaar toe. In de hemel kijken de apostelen e.a. elkaar aan.
Rond het altaar liggen verschillende boeken, waaronder de Biblia, de Bijbel, maar ook Epistularum Moralium van Seneca en de De Civitate Dei van Augustinus. De putti (engeltjes) onder Christus houden de vier boeken van de evangelisten vast. De man op de voorgrond in het blauwe gewaad is de favoriete neef van paus Julius II.

## Fotogalerij

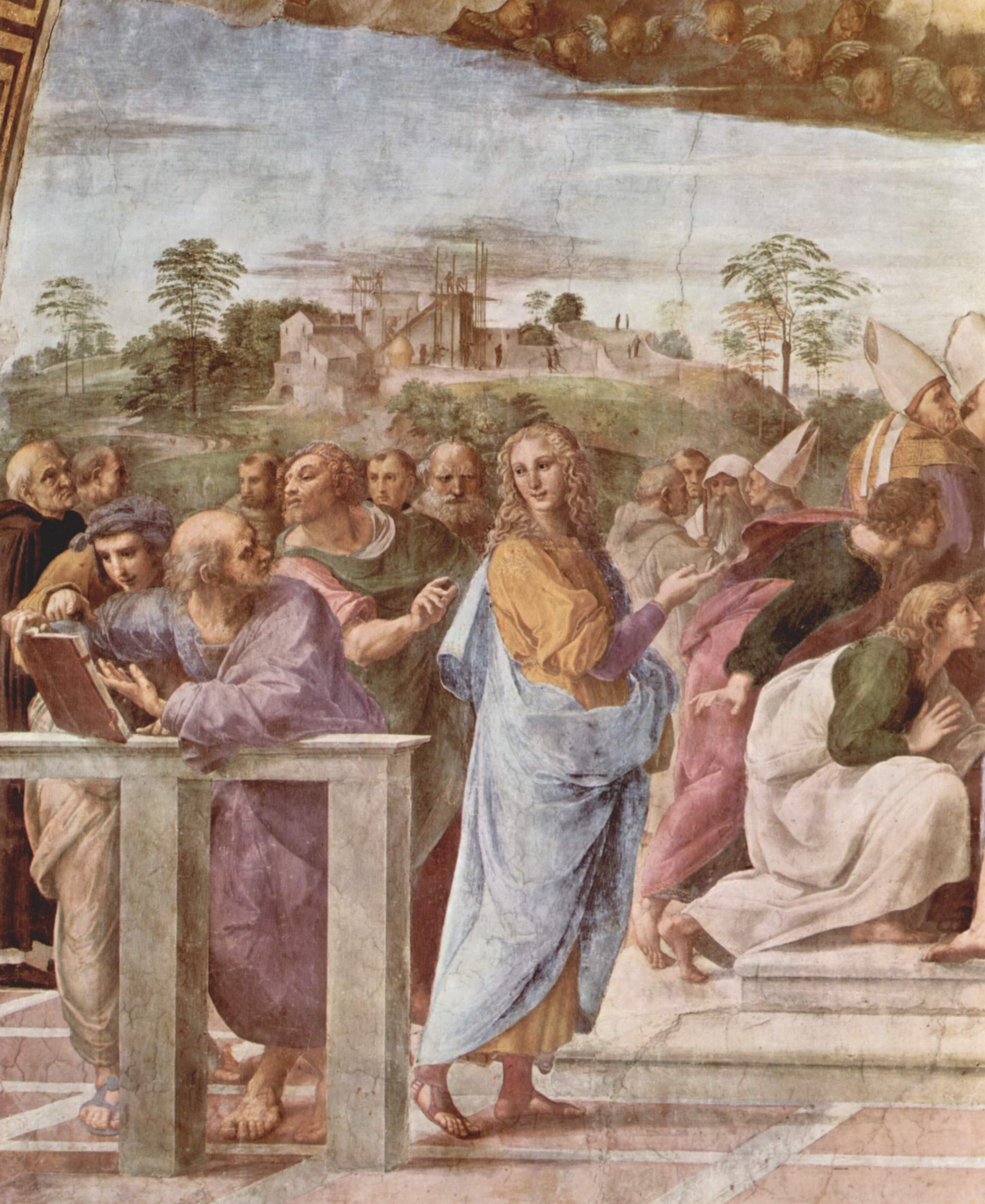
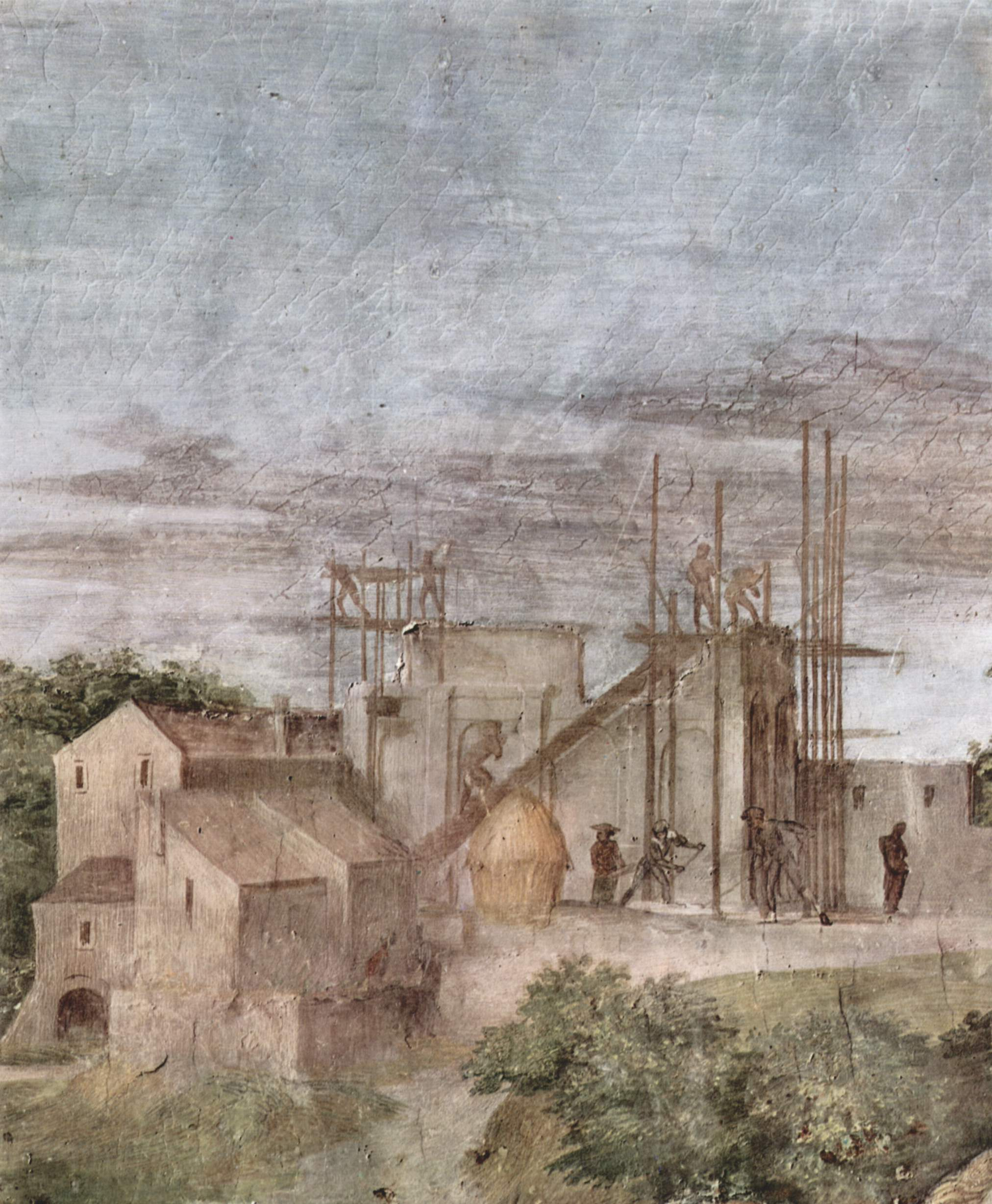
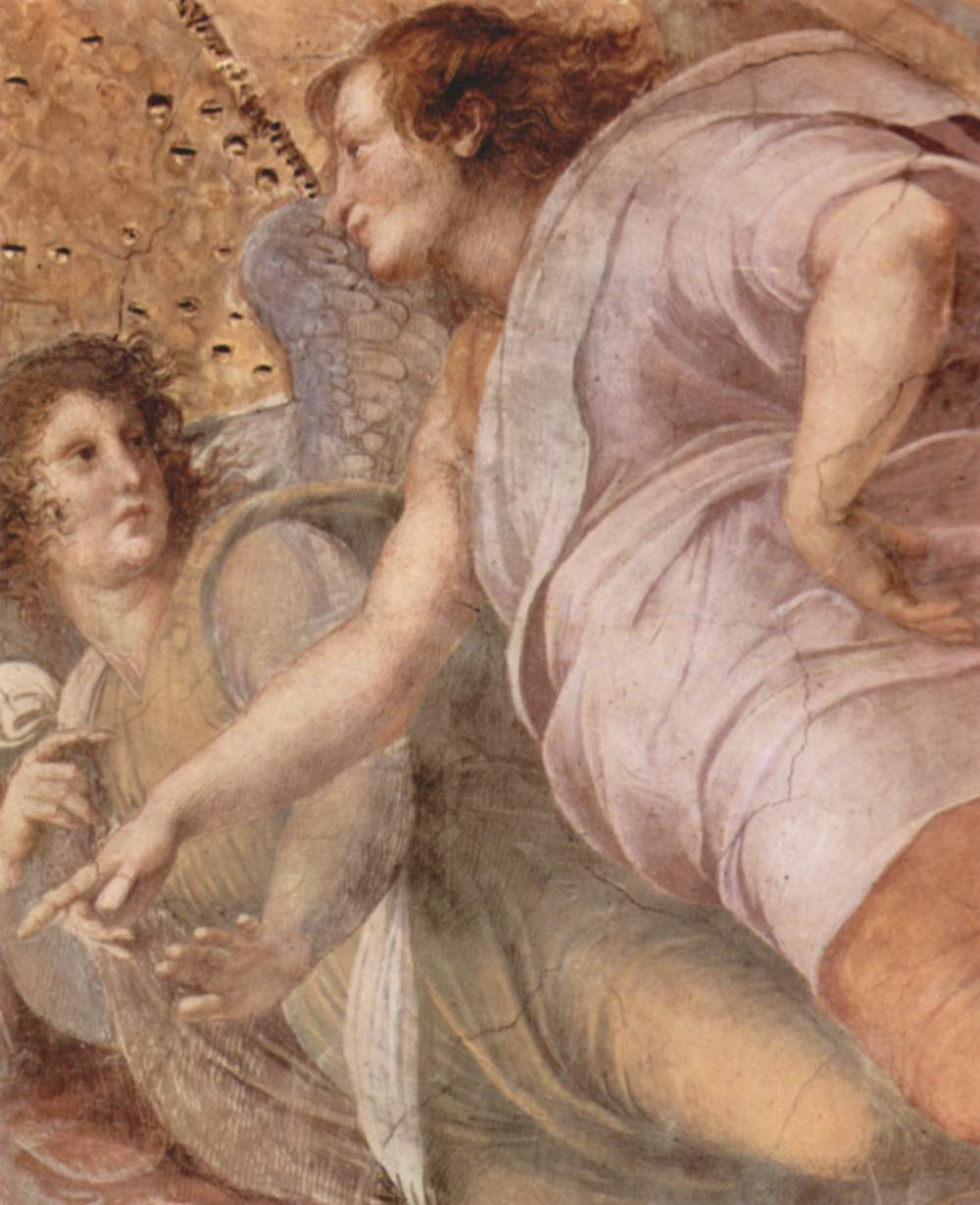
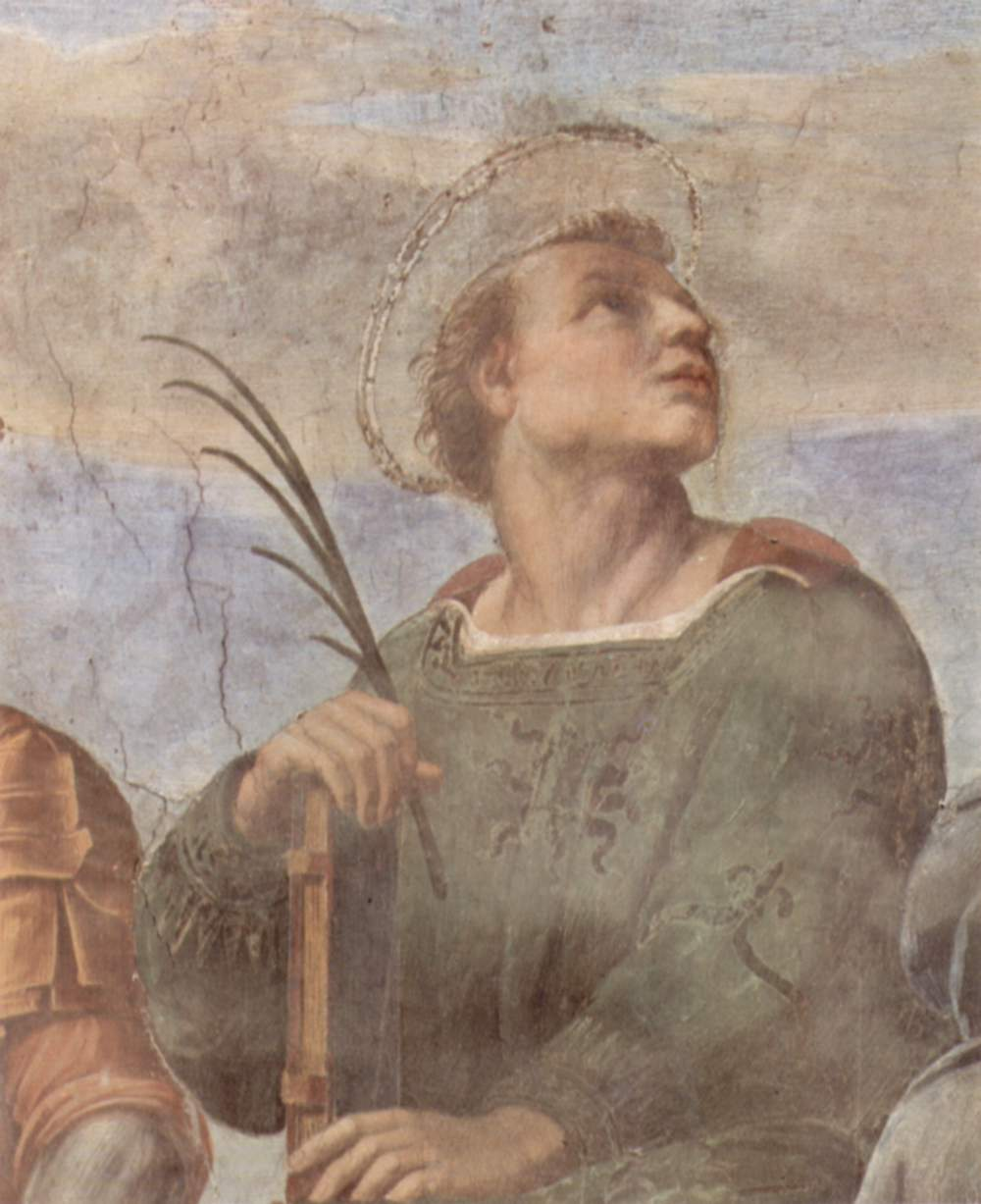
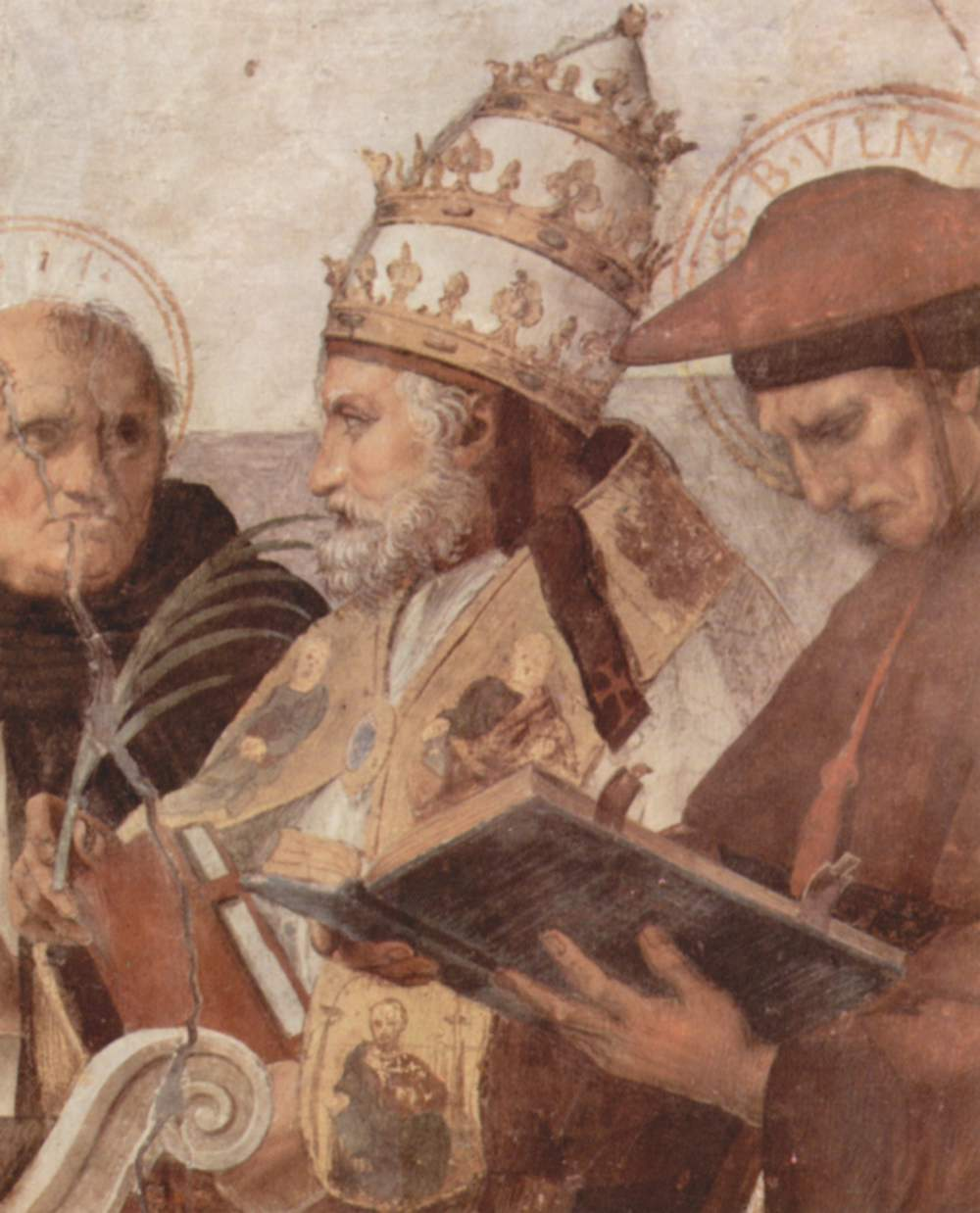
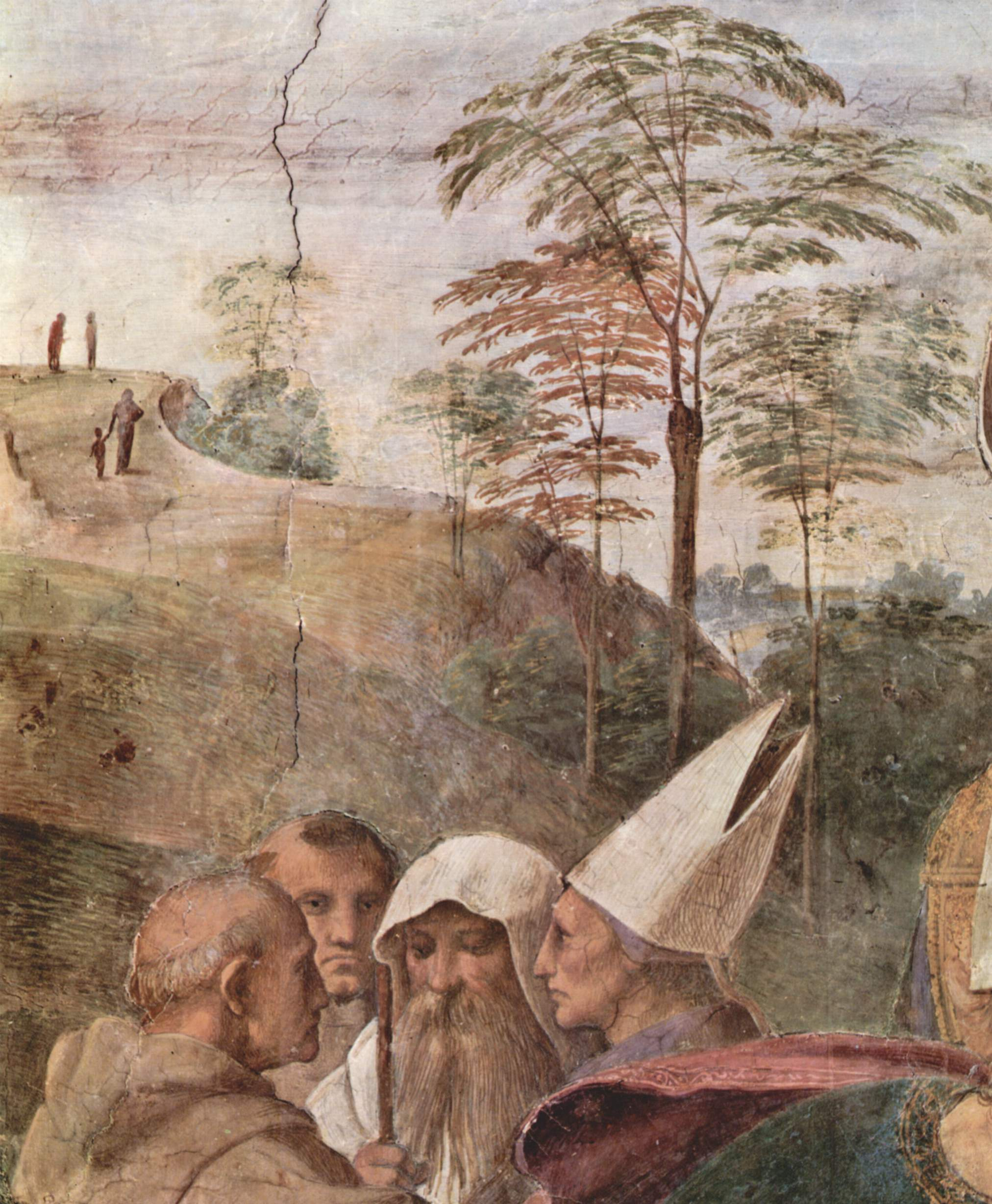
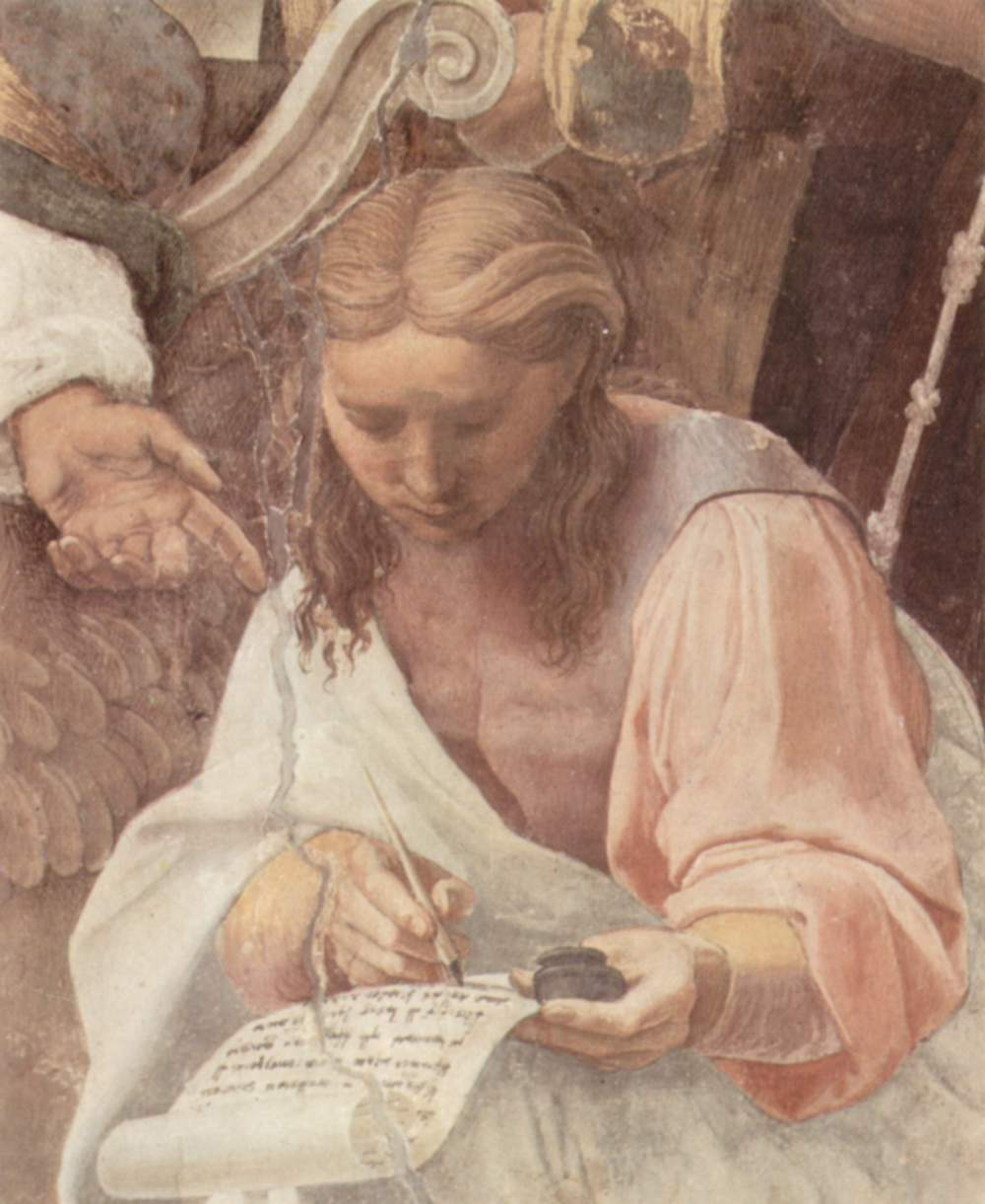
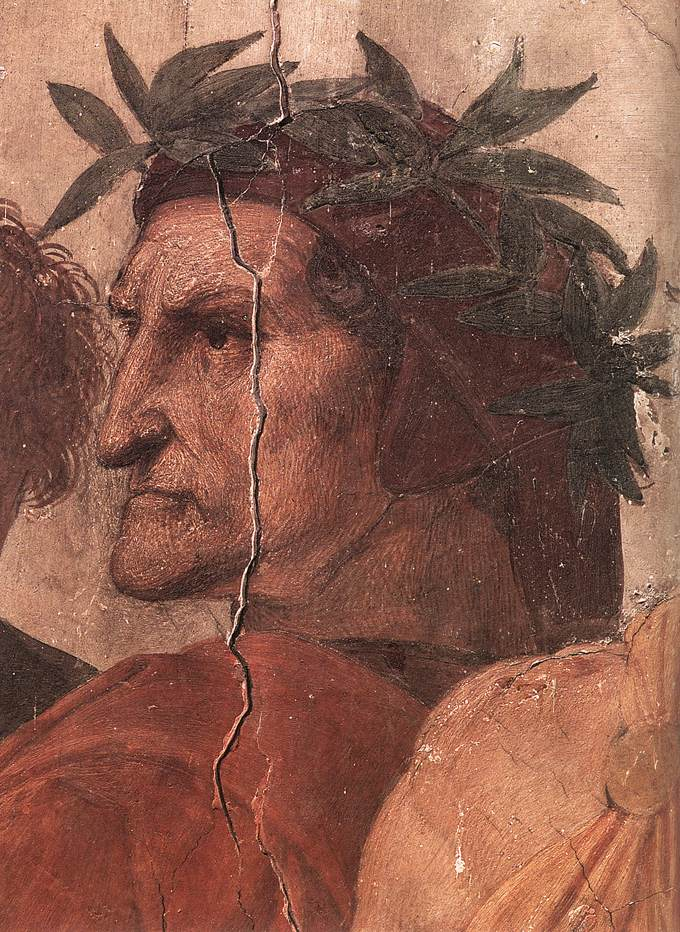
Dante Alighieri

Fresco's: De triomf van Galatea · Stanza della Segnatura · Dispuut over het Heilige Sacrament · De school van Athene · Stanza di Eliodoro

Altaarstukken: Het huwelijk van de Maagd Maria · De heilige Catharina van Alexandrië · Christus valt onder het kruis · De transfiguratie

Madonna's: Madonna van de groothertog · Kleine Cowper-madonna · Madonna met de distelvink · Madonna met de anjer · La belle jardinière · Aldobrandini-Madonna · Madonna van Loreto · Alba-madonna · Madonna van Foligno · Madonna met de stoel · Sixtijnse Madonna

Allegorische schilderijen: De droom van de ridder · De drie gratiën

Portretten: Bindo Altoviti · Baldassar Castiglione · Agnolo Doni · Maddalena Doni · De dame met de eenhoorn · De zwangere · La Donna Velata